# Veletovo
Veletovo (cyr. Велетово) – wieś w Bośni i Hercegowinie, w Republice Serbskiej, w gminie Višegrad. W 2013 roku liczyła 30 mieszkańców.